# 1706 Dieckvoss
1706 Dieckvoss је астероид главног астероидног појаса чија средња удаљеност од Сунца износи 2,125 астрономских јединица (АЈ).
Апсолутна магнитуда астероида је 12,8.